# Eurymerodesmus serratus
Eurymerodesmus serratus är en mångfotingart som beskrevs av Shelley 1989. Eurymerodesmus serratus ingår i släktet Eurymerodesmus och familjen Eurymerodesmidae. Inga underarter finns listade i Catalogue of Life.